# ザルネン
ザルネン（ドイツ語: Sarnen）とは、スイスのオプヴァルデン準州の州都である。人口は１万人前後。高速道路がニトバルデン州に繋がっている。平均標高約400m。